# Tara (imię)
Tara – imię żeńskie wywodzące się z różnych kultur.

## Znaczenia w różnych językach i kulturach
- język irlandzki: imię nawiązuje do wzgórza Tara (irl. Cnoc na Teamhrach, Teamhair na Rí lub Teamhair), w hrabstwie Meath[1].
- imię wzięte z nazwy plantacji Tara w Przeminęło z wiatrem, powieści autorstwa Margaret Mitchell oraz filmu na podstawie powieści, nazwane tak po wzgórzu Tara w Irlandii.
- języki sanskryt, hindi, urdu, nepalski, marathi, perski, pendżabski, kurdyjski, bengalski, telugu, syngaleski - "Gwiazda"[2].

## Osoby o imieniu Tara
- Tara Conner – Miss USA 2006
- Tara Cross-Battle – amerykańska siatkarka
- Tara Fitzgerald – angielska aktorka
- Tara Geraghty-Moats – amerykańska zawodniczka narciarstwa
- Tara Jaff – kurdyjska piosenkarka muzyki folkowej
- Tara Killian – amerykańska aktorka
- Tara Kirk – amerykańska pływaczka
- Tara LaRosa – amerykańska grapplerka oraz zawodniczka MMA
- Tara Leniston – irlandzka aktorka
- Tara Lipinski – amerykańska łyżwiarka figurowa
- Tara Llanes – amerykańska kolarka górska i BMX
- Tara McLeod – gitarzystka w grupie Kittie
- Tara Moore – brytyjska tenisistka
- Tara Leigh Patrick – amerykańska modelka, aktorka i piosenkarka o pseudonimie Carmen Electra
- Tara Reid – amerykańska aktorka
- Tara Sharma – aktorka pochodzenia anglo-indyjskiego
- Tara Snyder – amerykańska tenisistka
- Tara Strong – kanadyjska aktorka
- Tara Whitten – kanadyjska kolarka torowa i szosowa

## W religiach
- Tārā – żeński bodhisattwa w buddyzmie tybetańskim
- Tara – "Gwiazda", bogini w hinduizmie i buddyzmie